# شهرستان تتون (مونتانا)
شهرستان تتون، مونتانا (به انگلیسی: Teton County, Montana) یک سکونتگاه مسکونی در ایالات متحده آمریکا است که در ایالت مونتانا واقع شده‌است.

## خصوصیات
شهرستان تتون ۵٬۹۳۸٫۸۸ کیلومترمربع مساحت دارد.